# 周唯中
周唯中，中華民國外交官、政府官員。畢業於國立政治大學政治學系學士、公共行政所碩士，曾任駐南非大使館二等秘書、外交部領事事務局科長、駐堪薩斯／駐洛杉磯台北經濟文化辦事處副處長、外交部經貿事務司副司長、外交部電務處副處長兼國會聯絡組召集人、駐溫哥華臺北經濟文化辦事處長、常駐世界貿易組織代表團副常任代表、外交部國會事務辦公室執行長、駐南非共和國台北聯絡代表處大使銜代表等職務。

## 職業生涯
2018年2月28日，駐南非代表周唯中代表中華民國外交部頒贈「睦誼外交獎章」及證書予南非印卡塔自由黨領袖布騰列齊，感謝其數十年來對中華民國的支持及對雙邊關係的貢獻。
2019年2月24日，駐南非代表周唯中前往模里西斯代表中華民國僑務委員會頒發僑務榮譽職人員的續聘證書。
2020年6月18日，對於2019冠状病毒病疫情在全球擴散，中華民國政府捐贈衣索比亞10萬片外科口罩，以協助該國醫療人員對抗疫情。捐贈儀式由駐南非代表周唯中與衣索比亞駐南非大使泰克勒馬利安（Shiferaw Teklemariam）於衣索比亞駐南非大使館舉行。